# Noureddine Moukrim
Noureddine Moukrim (Khemisset, 16 febbraio 1966) è un ex calciatore marocchino, di ruolo centrocampista.
Trequartista, ha giocato tra la prima e la quarta divisione belga e nella terza categoria tedesca.

## Palmarès

### Club

#### Competizioni nazionali
- Coppa del Belgio: 1

Anversa: 1991-1992